# Codex Arundel

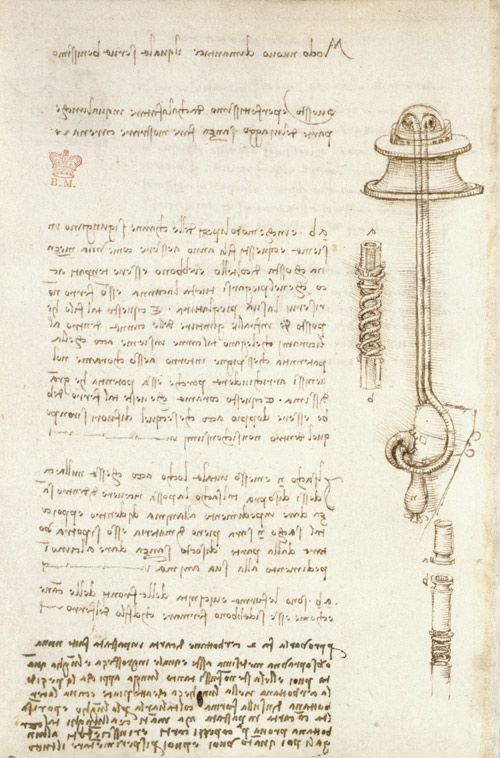
Codex Arundel, mit Entwurf einer Tauchermaske

Der Codex Arundel (Signatur der British Library: Arundel 263) ist eine gebundene Sammlung von Blättern mit Notizen, Skizzen und Zeichnungen von Leonardo da Vinci (1452–1519), hauptsächlich aus den Jahren zwischen 1480 und 1518. Der Codex enthält eine Reihe von Abhandlungen über verschiedene Themen, darunter Mechanik und Geometrie.

## Name
Seinen Namen erhielt der Codex durch den Earl of Arundel, der ihn im frühen 17. Jahrhundert in Spanien erwarb.

## Inhalt
Die Handschrift enthält 283 Blätter, meist im Format von etwa 22 cm × 16 cm; lediglich einige wenige Blätter sind leer. Der Kodex ist eine Sammlung von Leonardos Manuskripten aus einer Zeitspanne von fast 40 Jahren, von 1480 bis 1518, die fast sein gesamtes künstlerisches Leben umfasst.
Der Kodex enthält kurze Abhandlungen, Notizen und Zeichnungen aus einer Vielzahl von Themen wie Mechanik, Geometrie und dem Vogelflug. Aus Leonardos Text geht hervor, dass er die Seiten mit der Absicht sammelte, sie gegebenenfalls zu veröffentlichen. Üblicherweise begann Leonardo für jedes Thema und Unterthema eine neue Seite, sodass die fortlaufende Folge der Blätter eine geschlossene Abhandlung über das jeweilige Thema und seiner Einzelaspekte bildete.
Diese Anordnung ist später durch Buchbinderarbeiten verloren gegangen, da die Blätter in veränderter Reihenfolge wieder zusammengesetzt wurden. Die Trennung der Themen in mehrere Abschnitte lässt heute die Anordnung der Seiten zufällig erscheinen.

## Geschichte
Über die frühe Geschichte des Kodex ist wenig bekannt. Nach Leonardo da Vincis Tod im Jahr 1519 gingen alle seine Aufzeichnungen in die Hände seines Schülers Francesco Melzi (um 1491/92 – um 1570). Dessen Erben lösten den Nachlass Leonardos auf. Die Manuskripte wurden verkauft, auch als einzelne Blätter, und das wertvolle Material wurde verstreut.
Das Manuskript wurde in den 30er Jahren des 17. Jahrhunderts von Thomas Howard, 21. Earl of Arundel (1585–1646), Kunstsammler und Politiker, erworben. Der Royal Society wurde es im Jahr 1667 durch Henry Howard, 6. Duke of Norfolk (1628–1684), vorgestellt. Das Manuskript wurde erstmals im Jahre 1681 katalogisiert, als wissenschaftliches und mathematisches Manuskript.
Das British Museum erwarb den Kodex im Jahre 1831 von der Royal Society, zusammen mit über fünfhundert weiteren Handschriften der Arundel-Sammlung. Es wurde vom British Museum im Jahre 1834 katalogisiert und befindet sich heute unter der Signatur Arundel 263 im Bestand der British Library.
Im Jahr 2007 wurde das Manuskript als Teil des Projekts „Turning the Pages“ der British Library digitalisiert und als Digitalisat in einer Online-Version zur Verfügung gestellt.